# Israel Luna
Israel Luna López (ur. 23 marca 2002 w San Luis Potosí) – meksykański piłkarz występujący na pozycji skrzydłowego, ofensywnego lub środkowego pomocnika, od 2022 roku zawodnik Pachuki.